# جرج لمبرت
جرج لمبرت (انگلیسی: George Lambert; ۱ سپتامبر ۱۹۲۸ – ۳۰ ژانویهٔ ۲۰۱۲) ورزشکار پنج‌گانه مدرن اهل ایالات متحده آمریکا بود.
وی در مسابقات کشوری و بین‌المللی در مجموع برندهٔ ۱ مدال نقره، ۱ مدال برنز شده‌است.